# Labyrintvisachtigen
De labyrintvisachtigen (Anabantoidei) vormen een onderorde van de orde Baarsachtigen (Perciformes). Ze worden zo genoemd omdat vissen uit deze onderorde een longachtig labyrintorgaan bezitten, waarmee ze lucht kunnen ademen.

## Labyrintorgaan
Het labyrintorgaan, wat vissen uit deze onderorde onderscheidt van de andere baarsachtigen, is een geplooid deel van het kieuwenstelsel, gevormd door het bloedvatenstelsel van de vissen en gebruikt voor het ademen van zuurstof direct uit de lucht. Hierdoor kunnen de vissen korte periodes buiten het water overleven zolang ze nat blijven. Het orgaan wordt pas tijdens de ontwikkeling van de vis gevormd en is nog niet functioneel als larf.

## Voorkomen
Labyrintvissen komen voor in zoetwater in Azië en Afrika. In Azië in het oosten, zuidoosten en het zuiden, voornamelijk in warm, langzaamstromend en zuurstofarme omgevingen. In Afrika komen ze slechts sporadisch voor in de onderste helft van het continent, waarbij grotere groepen worden aangetroffen in het water bij regenwouden.
De ontwikkeling van het labyrintorgaan hangt af van de zuurstofgraad in het water, hoe meer zuurstof, hoe kleiner het orgaan blijft.

## Gedrag
Over het algemeen zijn vissen uit deze onderorde carnivoor en eten kleine waterorganismen. Sommige soorten eten ook algen en waterplanten. Het zijn voornamelijk dagdieren, maar enkele Afrikaanse soorten voeden zich ook tijdens de schemering en nacht. Soorten uit het geslacht Colisa kunnen water naar insecten spugen om ze in het water te laten vallen, net als de schuttersvissen.

## Aquaria
De Siamese kempvis is wellicht de populairste labyrintvis gehouden in aquaria en ook de paradijsvis die als een van de eerste aquariumvissen in het westen werd geïntroduceerd. Door hun eigenschap omgevingslucht te kunnen ademen hebben de aquaria geen beluchtingsapparatuur nodig.

## Families
- Anabantidae (Klimbaarzen)
- Helostomatidae (Zoengoerami's)
- Osphronemidae (Echte goerami's)

## Referentie
1. 1 2 3 4 5  (en) Pinter, H. (1986). Labyrinth Fish. Barron's Educational Series, Inc., ISBN 0-8120-5635-3